# Anett Kontaveit
Anett Kontaveit   (Tallinn, 24 de desembre de 1995) és una tennista professional estoniana. Va guanyar sis títols individuals al WTA Tour, així com onze títols individuals i cinc de dobles al Circuit ITF. Va produir la seva millor actuació en un major en arribar als quarts de final a l'Open d'Austràlia del 2020, i també va disputar dues finals de la WTA 1000 a l'Open de Wuhan 2018 i l'Open de Qatar 2022. El 2021, després de guanyar quatre títols en set tornejos entre agost i octubre, Kontaveit es va convertir en la primera estoniana a classificar-se i participar en les finals de la WTA, on va arribar a la final.
El juny de 2023, Kontaveit va anunciar la seva retirada després del seu diagnòstic de degeneració del disc lumbar i va fer la seva última aparició professional als Campionats de Wimbledon de 2023, on va jugar el seu darrer partit professional el 7 de juliol de 2023. Va jugar el seu partit de comiat al Tondiraba Ice Hall. a Tallinn, Estònia contra la seva amiga íntima Ons Jabeur l'11 de novembre de 2023.

## Palmarès

### Individual: 17 (6−11)[3]
| 2009 − 2020             | Després de 2021 |
| ----------------------- | --------------- |
| Grand Slam (0−0)        |                 |
| WTA Finals (0−1)        |                 |
| Premier Mandatory (0−0) | WTA 1000 (0−1)  |
| Premier 5 (0−1)         | WTA 1000 (0−1)  |
| Premier (0−1)           | WTA 500 (3−2)   |
| International (1−3)     | WTA 250 (2−2)   |

| Títols per superfície |
| --------------------- |
| Dura (5−6)            |
| Gespa (1−1)           |
| Terra batuda (0−4)    |

| Resultat   | Núm. | Data                   | Torneig                         | Superfície   | Oponent               | Marcador           |
| ---------- | ---- | ---------------------- | ------------------------------- | ------------ | --------------------- | ------------------ |
| Finalista  | 1.   | 16 d'abril de 2017     | Biel/Bienne, Suïssa             | Dura (i)     | Markéta Vondroušová   | 4−6, 6−7(6)        |
| Guanyadora | 1.   | 18 de juny de 2017     | 's-Hertogenbosch, Països Baixos | Gespa        | Natalia Vikhlyantseva | 6−2, 6−3           |
| Finalista  | 2.   | 23 de juliol de 2017   | Gstaad, Suïssa                  | Terra batuda | Kiki Bertens          | 4−6, 6−3, 1−6      |
| Finalista  | 3.   | 29 de setembre de 2018 | Wuhan, Xina                     | Dura         | Arina Sabalenka       | 3−6, 3−6           |
| Finalista  | 4.   | 28 d'abril de 2019     | Stuttgart, Alemanya             | Terra batuda | Petra Kvitová         | 3−6, 6−7(2)        |
| Finalista  | 5.   | 9 d'agost de 2020      | Palerm, Itàlia                  | Terra batuda | Fiona Ferro           | 2−6, 5−7           |
| Finalista  | 6.   | 7 de febrer de 2021    | Melbourne, Austràlia            | Dura         | Ann Li                | Final no disputada |
| Finalista  | 7.   | 26 de juny de 2021     | Eastbourne, Regne Unit          | Gespa        | Jeļena Ostapenko      | 3−6, 3−6           |
| Guanyadora | 2.   | 28 d'agost de 2021     | Cleveland, Estats Units         | Dura         | Irina-Camelia Begu    | 7−6(5), 6−4        |
| Guanyadora | 3.   | 26 de setembre de 2021 | Ostrava, Txèquia                | Dura (i)     | Maria Sakkari         | 6−2, 7−5           |
| Guanyadora | 4.   | 24 d'octubre de 2021   | Moscou, Rússia                  | Dura (i)     | Ekaterina Alexandrova | 4−6, 6−4, 7−5      |
| Guanyadora | 5.   | 31 d'octubre de 2021   | Cluj-Napoca, Romania            | Dura (i)     | Simona Halep          | 6−2, 6−3           |
| Finalista  | 8.   | 17 de novembre de 2021 | WTA Finals, Guadalajara, Mèxic  | Dura         | Garbiñe Muguruza      | 3−6, 5−7           |
| Guanyadora | 6.   | 13 de febrer de 2022   | Sant Petersburg, Rússia         | Dura (i)     | Maria Sakkari         | 5−7, 7−6(4), 7−5   |
| Finalista  | 9.   | 26 de febrer de 2022   | Doha, Qatar                     | Dura         | Iga Świątek           | 2−6, 0−6           |
| Finalista  | 10.  | 24 de juliol de 2022   | Hamburg, Alemanya               | Terra batuda | Bernarda Pera         | 2−6, 4−6           |
| Finalista  | 11.  | 2 d'octubre de 2022    | Tallinn, Estònia                | Dura (i)     | Barbora Krejčíková    | 2−6, 3−6           |

## Trajectòria

### Individual
| Open d'Austràlia | A   | Q2  | 1R    | 1R          | 4R          | 2R          | QF          | 3R    | 2R    | 2R | 0 / 8     | 12 – 8    |
| Roland Garros | Q3  | Q2  | 1R    | 2R          | 4R          | 1R          | 1R          | 3R    | 1R    | 1R | 0 / 8     | 6 – 8     |
| Wimbledon | 1R  | 1R  | 1R    | 3R          | 3R          | 3R          | NC          | 1R    | 2R    | 2R | 0 / 9     | 8 – 9     |
| US Open | A   | 4R  | 1R    | 1R          | 1R          | 3R          | 4R          | 3R    | 2R    |    | 0 / 8     | 11 – 8    |
| Jocs Olímpics | NC  | NC  | A     | No celebrat | No celebrat | No celebrat | No celebrat | 1R    | NC    | NC | 0 / 1     | 0 – 1     |
| WTA Finals | A   | A   | A     | A           | A           | A           | NC          | F     | A     |    | 0 / 1     | 3 – 2     |
| Total Victòries–Derrotes | 1−5 | 5−6 | 13−16 | 26−19       | 33−23       | 25−16       | 21−11       | 48−17 | 29−16 |    | 203 – 137 | 203 – 137 |
| Rànquing a final d'any | 166 | 91  | 109   | 34          | 21          | 26          | 23          | 7     | 17    |    |           |           |
| Llegenda: G: Guanyadora; F: Finalista; SF: Semifinalista; QF: Quarts de final; Q: Qualificació; A: Absent; RR: Round Robin; |     |     |       |             |             |             |             |       |       |    |           |           |

### Dobles femenins
| Open d'Austràlia | A   | A    | 2R  | 2R  | 1R  | A  | 0 / 3   | 2 – 3   |
| Roland Garros | A   | A    | 3R  | A   | A   |    | 0 / 1   | 2 – 1   |
| Wimbledon | 2R  | 1R   | 1R  | NC  | A   | 2R | 0 / 4   | 2 – 4   |
| US Open | A   | A    | 2R  | A   | 2R  |    | 0 / 2   | 2 – 2   |
| Total Victòries–Derrotes | 1−1 | 0−3  | 7−8 | 1−3 | 3−6 |    | 14 – 23 | 14 – 23 |
| Rànquing a final d'any | 404 | 1080 | 103 | 110 | 211 |    |         |         |
| Llegenda: G: Guanyadora; F: Finalista; SF: Semifinalista; QF: Quarts de final; Q: Qualificació; A: Absent; RR: Round Robin; |     |      |     |     |     |    |         |         |